# Miharu
Miharu (三春町, Miharu-machi) est un bourg situé dans la préfecture de Fukushima au Japon.

## Géographie

### Situation
Miharu est situé dans le centre de la préfecture de Fukushima.

### Municipalités limitrophes
| Motomiya | Nihonmatsu | Tamura   |
| Kōriyama | Miharu     | Tamura   |
| Kōriyama | Kōriyama   | Kōriyama |

### Démographie
En juin 2024, la population du bourg de Miharu était de 16 337 habitants, répartis sur une superficie de 72,76 km2.

## Histoire
Le bourg de Miharu a été créé le 1er avril 1889 à la suite de la mise en place du système de municipalités modernes. Le 1er avril 1955, Miharu a absorbé les villages voisins d'Ogisawa, Nakazuma, Nakago, Sawaishi et Kurita.
Du 20 décembre 1891 au 15 octobre 1914, un tramway à traction hippomobile reliait Miharu à Kōriyama.
À la suite de l'accident nucléaire de la centrale nucléaire de Fukushima le 11 mars 2011, la ville fait partie des zones de contrôle intensif de la contamination : le débit prévisionnel de dose dans l'air y est supérieur à 0,23 μSv/h (équivalent à 1 mSv/an). Des plans de décontamination sont établis et mis en œuvre. Le gouvernement lui apporte son soutien financier et technique.

## Culture locale et patrimoine
Le Miharu-goma, petit jouet en bois, anguleux et richement coloré, représentant un cheval, et originaire de Miharu.

## Transports
Miharu est desservi par la ligne Ban'etsu Est de la JR East.

## Personnalités liées à la municipalité
- Masakazu Kusakabe, artiste japonais, y est né en 1946.

## Jumelage
La ville de Miharu est jumelée avec :
- Rice Lake, Wisconsin (États-Unis) depuis 1987 ;
- Žamberk (Tchéquie) depuis 1993.